# Hakan Fidan
Hakan Fidan (* 17. července 1968 Ankara, Turecko) je turecký politik. Od června 2023 je ministrem zahraničí ve vládě, kterou Recep Tayyip Erdoğan jmenoval po svém znovuzvolení tureckým prezidentem. Fidan je kurdského původu a členem Strany spravedlnosti a rozvoje (AKP). Od roku 2010 až do svého jmenování ministrem zahraničí byl šéfem Národní zpravodajské organizace (MIT), turecké tajné služby.